# Cayo Francés
Cayo Francés est une petite caye de la côte nord de Cuba, qui fait partie de l'archipel Jardines del Rey — lui-même une partie de l'archipel Sabana-Camagüey — sur le vieux canal de Bahama dans l'océan Atlantique. Elle appartient administrativement à la province de Villa Clara.
L'île est une zone touristique pour la pêche et la plongée sous-marine.

## Confusion
Ne pas confondre avec le cayo Francés de l'archipel des Canarreos sur la côte sud de Cuba.

## Situation, description
L'île fait partie de la municipalité de Caibarién. Sa surface est de 6,42 km2.
Il est situé à la limite de la plate-forme marine cubaine. Sa côte nord subit un fort processus d'érosion marine qui a sculpté plus de 6 km d'aplombs, tandis que le sud-ouest est occupé par des marais couverts de mangroves.

## Tourisme
Environ 600 m nord-ouest de la pointe sud de l'île se trouve un bateau échoué depuis 1933 : le San Pasqual. Il a depuis eu diverses occupations, sa seule constante étant une persistante odeur de rhum — due, selon certains, à ce qu'il aurait servi à transporter du sucre de canne que personne ne serait allé chercher après le naufrage car le bateau serait hanté, et le sucre aurait fermenté,

## Zone protégée
La réserve écologique (Reserva Ecológica) Cayo Francés est l'une des neuf zones cœur de réserve de la biosphère de la baie de Buena Vista (en) (voir l'article « Archipel Sabana-Camagüey#Environnement » pour plus de détails). Cette réserve écologique, ainsi que quatre autres zones cœur de la réserve de biosphère (les éléments naturels remarquables Dunes de Playa Pilar, Boquerón, La Chucha et Loma La Tasajera), a subi un retard administratif : en 2014 aucune n'a encore reçu l'approbation officielle du Comité exécutif du Conseil des ministres (il y a toujours un certain délai pour cette dernière). En 2023 le processus est en cours pour certaines d'entre elles ; sont citées : la grotte de la Chucha, en association avec Lomas de la Canoa ; Lomas de Tasajeras…
L'île, et sa zone marine, a été proposée en 2008 comme réserve de faune de 7.34 km² de classe IV de l'IUCN.
L'île renferme des espèces endémiques de flore et de faune. L' Anolis pigmaequestris, une espèce de saurien (lézard) endémique spécifiquement au cayo Francés, vit dans la forêt côtière de feuillus persistants.